# Christian Ferdinand Abel
Christian Ferdinand Abel (ur. 1682 w Hanowerze, zm. 3 kwietnia 1761 w Köthen) – niemiecki gambista i wiolonczelista; syn Clomara, ojciec Leopolda, Ernsta i Karla.

## Życiorys
Abel wywodził się z niemieckiej rodziny instrumentalistów o długich tradycjach muzycznych. Jego ojciec - hanowerski organista kościelny, Clomar, był wziętym kompozytorem ewangelickiej muzyki liturgicznej. Jeszcze większą sławę kompozytora i organisty przewidywał swojemu synowi, narodzonemu zapewne na przełomie lipca i sierpnia 1682 r. Christianowi Ferdinandowi. Przypuszczalnie od siedemnastego roku życia Christian Ferdinand służył w wojsku króla szwedzkiego Karola XII i brał udział w okupacji księstw północnoniemieckich. W tym okresie ożenił się ze Szwedką, Anną Christiną Holm.
Niedługo po ślubie zakończył służbę wojskową i wyjechał do Berlina, aby zostać członkiem kapeli nadwornej króla pruskiego Fryderyka I. Po wstąpieniu na tron berliński Fryderyk Wilhelm I ograniczył znacząco wydatki idące na utrzymanie dworu rugując z niego wiele dotychczasowych urzędów związanych z ceremoniałem i rozrywką dworską. Król ograniczył skład kapeli i w 1713 r. Christian Ferdinand Abel musiał poszukać nowego miejsca pracy. Początkowo grywał wraz z kolegami na dworach arystokracji Berlina, jednak ze względu na niskie zarobki przeniósł się do Köthen (Anhalt), gdzie od następnego roku uczestniczył jako gambista w kapeli Augustina Reinharda Strickera.
W Köthen (Anhalt) w 1718 r. przyszedł na świat pierwszy syn państwa Ablów, Leopold August, zaś rok później drugi Ernst August. Pomimo sukcesów zawodowych i artystycznych, Christian Friedrich przeżywał dwa lata po narodzinach swojego pierworodnego dziecka głęboką depresję związaną z niewyjaśnioną chorobą żony i dzieci. Ponadto 6 stycznia 1720 r. Anna Christina urodziła bliźnięta, z których jedno było martwe, a drugie, córeczka Sophie Charlotte (której ojcem chrzestnym był Johann Sebastian Bach) umiera tego samego roku. Kolejnego roku także umiera noworodek Ernst Heinrich. Radość rodzinie przywróci dopiero narodzony w adwent 1723 r. silny i zdrowy trzeci syn, Karl Friedrich. Rodzina Ablów pochowa jeszcze dwóch synów-noworodków, kolejnego Ernsta Heinricha i Marcusa Christiana.
Przypuszcza się, że przyjaciel Christiana Frdinanda Abla, Johann Sebastian Bach skomponował w 1720 r. swoje Suity na wiolonczelę solo właśnie dla niego. Koneser muzyki wiolonczelowej, Leopold I postanowił, aby instrumentalista wybrał się razem z Bachem i dworem książęcym do Karlsbadu, gdzie książę miał poddać się kuracji leczniczej. Ze względów zarobkowych artysta wybrał się w podróż, jednak na wieść o śmierci córki powrócił do rodzinnego miasta i z czasem ograniczył swoją działalność koncertową. Zmarł w 1761 r. w Köthen (Anhalt), gdzie został pochowany.